# Кейт Борнштейн
Кетрін Вандам «Кейт» Борнштейн (нар. 15 березня 1948) — американська трансгендерна авторка, драматургиня, перформерка, акторка і гендерна теоретикиня. 
У 1986 році Борнштейн визначилась як гендерно варіативна і заявила: «Я не називаю себе жінкою, і знаю, що я не чоловік». Після операції зі зміним статі використовує займенники вони\їх та вона\її. Також, за власними заявами, має анорексію, ПТСР і діагностований емоційно нестабільний розлад особистості, хронічний лімфоцитарний лейкоз і рак легенів (2012).

## Біографія
Народився у Нептун-Сіті, штат Нью-Джерсі, у консервативній єврейській родині російського і голландського походження середнього класу. Вивчав театральне мистецтво з Джоном Емі і Джимом Barnhill в Університеті Брауна (випуск '69). Приєднався до Церкви Саєнтології, ставши високопоставленим лейтенантом в Морській Організації, але згодом розчарувався і формально залишив рух у 1981 році. Антагонізм Борнштейн щодо саєнтології та публічний розрив з церквою мав особисті наслідки; дочка Борнштейн, сама саєнтологиня, більше не має з нею контакту — згідно з політикою саєнтологів щодо розриву стосунків.

### Трансгендерний перехід
Борнштейн ніколи не відчував себе комфортно з тогочасною вірою у те, що всі трансжінки є «жінками, що потрапили у пастку чоловічого тіла». Він не ідентифікувався як чоловік, але єдиною іншою опцією було бути жінкою. Ще однією перешкодою було те, що Борнштейн приваблювали жінки. У 1986 році переносить операція зі зміни статі.
Оселяється в лесбійській громаді в Сан-Франциско і пише художні рецензії у виданні для геїв і лесбійок The Bay Area Reporter. Протягом наступних кількох років ідентифікується як «ні чоловік, ні жінка». Це повернуло Борнштейн назад до драматургії і створення кількох творів, серед яких були й моноспектаклі як єдиний відомий спосіб передавати парадокси життя.
Борнштейн також викладає у своїх воркшопах і опублікував кілька книг з теорії гендеру, а також роман. «Привіт, жорстокий світ» був написаний, щоб запобігти самогубствам «підлітків, фриків та інших вигнанців». «Робіть все, що потрібно, щоб зробити ваше життя вартим того, щоб жити», пише Борнштейн.

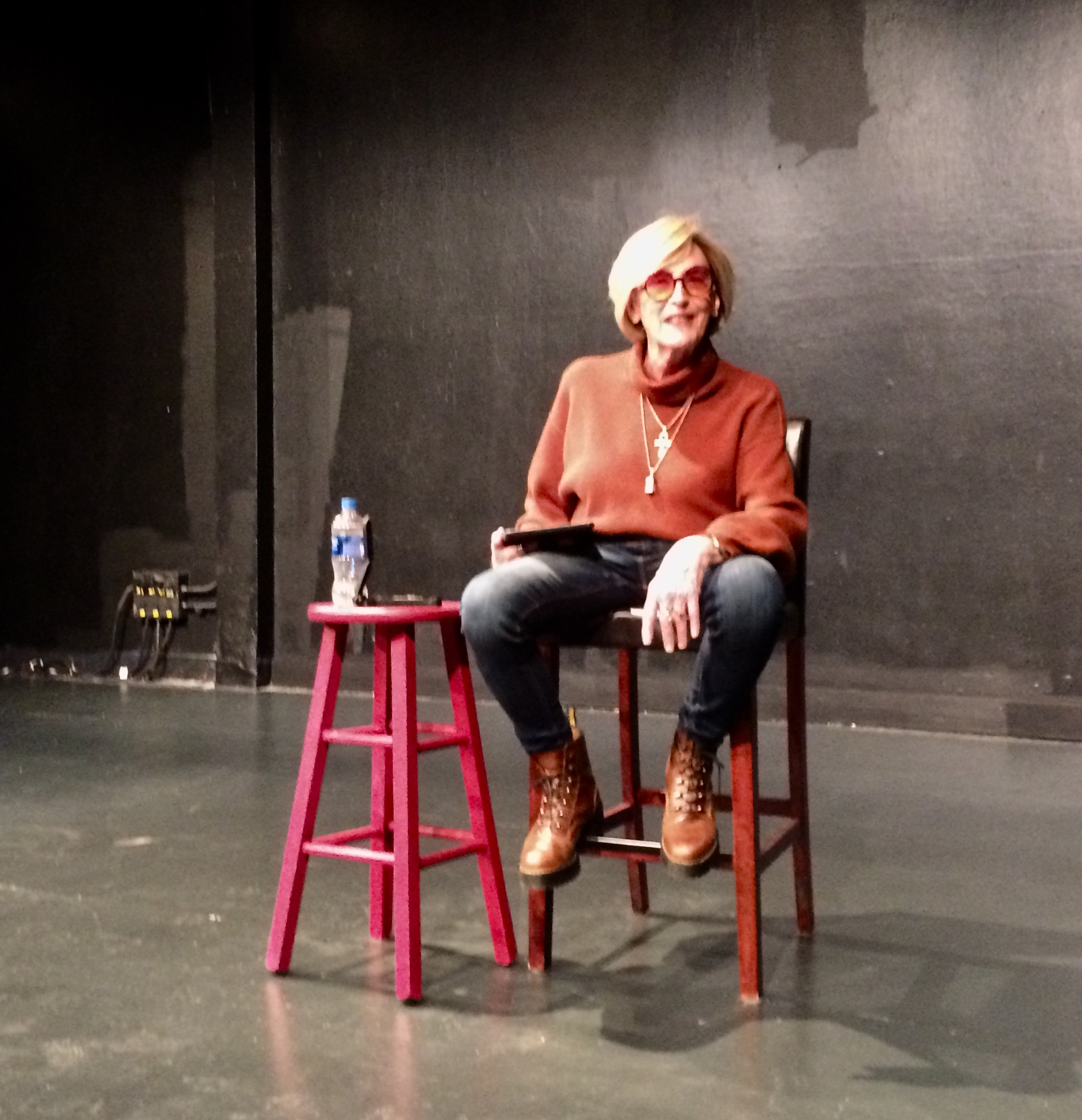
Кейт Борнштейн у SUNY New Paltz у жовтні 2018 року. Фото: Морган Гвенвальд.

Партнеркою Борнштейн є Барбара Карреллас. Вони живуть у Нью-Йорку з трьома кішками, двома собаками і черепахою.

### Хвороба на рак
У серпні 2012 року у Борнштейн діагностували рак легенів. Лікарі вважали, що після операції нпстала ремісія, але у лютому 2013 року хвороба повернулася. Лаура Фогель, подруга Борштейн, 20 березня розпочала кампанію на GoFundMe, щоб допомогти зібрати кошти на лікування.

## Доробки
У 1989 році Борнштейн створено театральну постановку у співпраці з Норін Барнс. Вона має назву «Hidden: A Gender» і заснована на паралелях між власним життям і життям інтерсекс-людини Herculine Barbin. У 2009 році роман Борштейн «Привіт, жорстокий світ: 101 альтернатива самогубству для підлітків, фриків та інших вигнанців» був фіналістом літературної премії Lambda у номінації ЛГБТ-нонфікшн та отримав відзнаку від Stonewall у галузі літератури для дітей і молодих дорослих. Борштейн редагував «Гендерні вигнанці: наступне покоління» у співпраці з С. Беар Бергман. Антологія виграла премію Lambda Literary and Publishing Triangle у 2011 році. Автобіографія Борнштейн «Квір та приємна небезпека: спогади» була випущена у травні 2012 року, а в квітні 2013 року опубліковано «Мою нову гендерну робочу книгу: покрокове керівництво для досягнення всесвітнього миру шляхом гендерної анархії та статевого позитиву». Нещодавно Борнштейн взяла участь у театральному турі Англією та у телевізійному реаліті-шоу «Я — Кейт».

### Книги
- Bornstein, Kate (1994). Gender Outlaw: On Men, Women, and the Rest of Us. New York City: Routledge. ISBN 978-0679757016.
- Sullivan, Caitlin; Bornstein, Kate (1996). Nearly Roadkill: An Infobahn Erotic Adventure. New York City: High Risk Books. ISBN 978-1852424183.
- Bornstein, Kate (1998). My Gender Workbook: How to Become a Real Man, a Real Woman, the Real You, or Something Else Entirely. New York City: Routledge. ISBN 978-0415916721.
- Bornstein, Kate (2006). Hello, Cruel World: 101 Alternatives to Suicide for Teens, Freaks, and Other Outlaws. New York: Seven Stories Press. ISBN 9781583227206.
- Bornstein, Kate; Bergman, S. Bear, ред. (2010). Gender Outlaws: The Next Generation. Berkeley, California: Seal Press. ISBN 9781580053082.
- Bornstein, Kate (2012). A Queer and Pleasant Danger: A Memoir. Boston: Beacon Press. ISBN 9780807001653. Портрет-фільм «Kate Bornstein is a Queer & Pleasant Danger» Сема Федера, був випущений у 2014 році.
- Bornstein, Kate (2013). My New Gender Workbook: A Step-by-Step Guide to Achieving World Peace Through Gender Anarchy and Sex Positivity. New York: Routledge. ISBN 978-0415538657.
- Bornstein, Kate (2016). Gender Outlaw: On Men, Women, and the Rest of Us (Revised and Updated). New York: Vintage Books, a division of Penguin Random House LLC. ISBN 978-1-101-97461-2

### Перфоманси та постановки
- Kate Bornstein Is a Queer and Pleasant Danger
- The Opposite Sex Is Neither
- Virtually Yours
- Hidden: A Gender
- Strangers in Paradox
- y2kate: gender virus 2000
- Hard Candy

## Подальше читання
- Ford, Dave (October 2013). Gender Outlaw Moves Into New Territory: Tangling with Self-Destruction. Gendercentre.org.au. The Gender Centre Inc. Архів оригіналу за 4 жовтня 2013.
- van Deven, Mandy (2011). An Interview with Kate Bornstein and S. Bear Bergman. Herizons. Архів оригіналу за 14 квітня 2019. Процитовано 14 квітня 2019.